# Facing The Sun
Facing The Sun e българо-немска звукозаписна компания със седалище град Мюнхен. Компанията се занимава главно с продуциране на български хип-хоп и поп изпълнители, дистрибуция и управление на дигитално съдържание.
Някои от проектите на компанията включват платформата Urban Beatz – даваща възможност за изява на млади и независими български изпълнители, както и поредицата ONE SHOT – поредица от видеоклипове на български рап изпълнители заснети само в един дубъл.

## Изпълнители
- Криско
- Ицо Хазарта
- Тита
- Любо Киров
- Боро Първи
- Dim4ou
- Дивна
- Валентина
- Лора Караджова
- Маги Джанаварова
- Сантра
- Ъпсурт
- Слаткаристика
- Papi Hans
- Братя Аргирови
- Стивън Ачикор

## Бивши изпълнители
- 100 Кила
- Гери-Никол
- Young BB Young